# Bitwa pod Stolcem

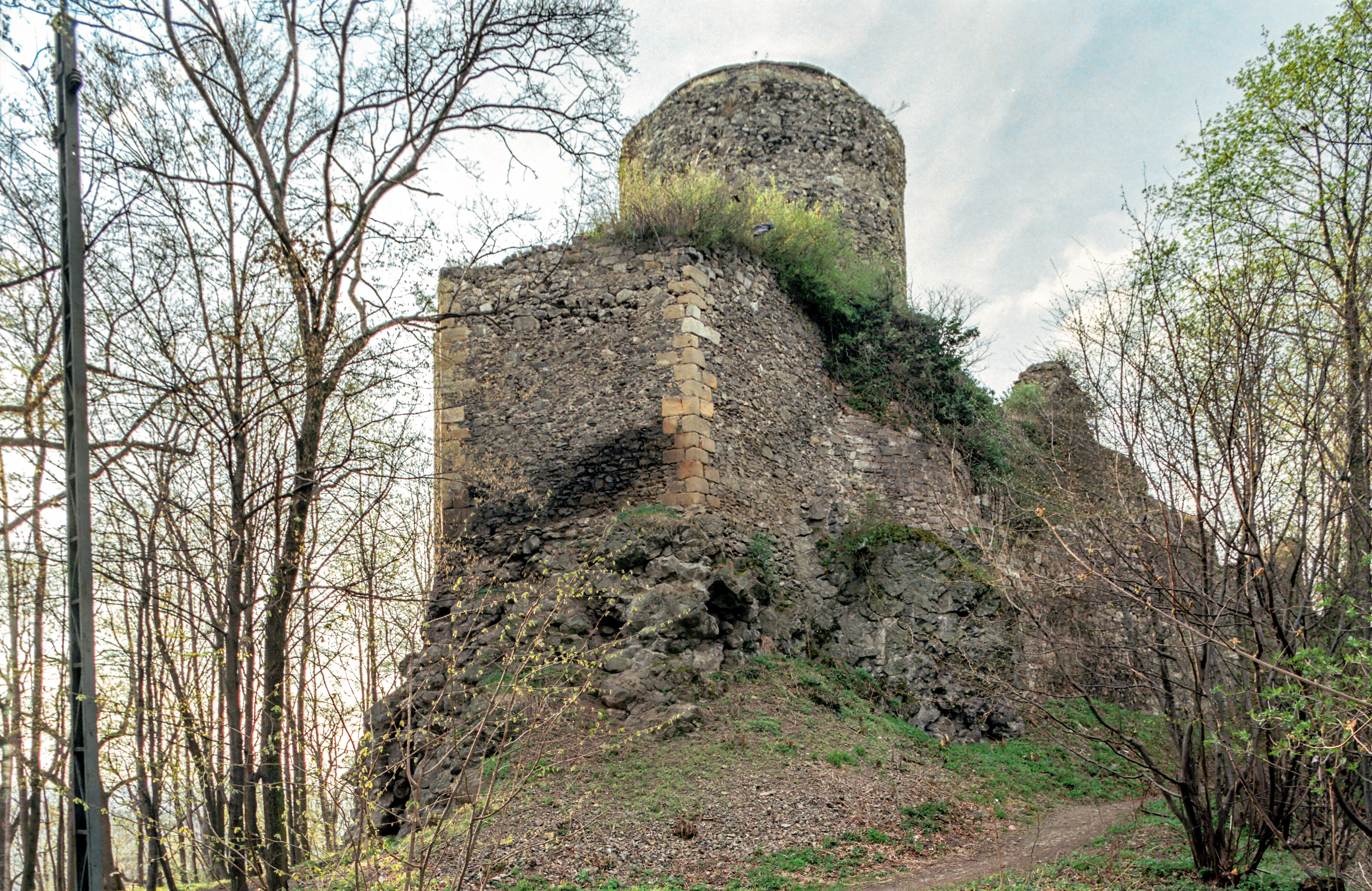
Ruiny zamku Wleń

Bitwa pod Stolcem – bitwa ta odbyła się niedaleko wsi Stolec koło Ząbkowic Śląskich dnia 24 kwietnia 1277 pomiędzy wojskami księcia legnickiego Bolesława Rogatki i jego syna księcia jaworskiego Henryka V Brzuchatego z jednej strony, oraz rycerstwem z księstwa wrocławskiego (wiernego Henrykowi IV Probusowi), z ks. wielkopolskiego Przemysła II (raczej tylko z części zachodniej tj. z ks. poznańskiego) i ks. głogowskiego Henryka III Głogowczyka z drugiej.

## Tło historyczne
W 1266 zmarł książę wrocławski Henryk III Biały pozostawiając nieletniego syna Henryka IV Prawego. Opiekę nad urodzonym w 1257 lub 1258 Henrykiem przejął dotychczasowy współrządca dzielnicy wrocławskiej (i jednocześnie stryj) Władysław, arcybiskup Salzburga, który zmarł w roku 1270 w tajemniczych okolicznościach, nie doczekawszy osiągnięcia lat sprawnych przez podopiecznego. Kolejnym opiekunem księcia wrocławskiego został w końcu król czeski Przemysł Ottokar II. Wszystkie te wydarzenia obserwował z boku książę Legnicy Bolesław Rogatka. Nieżyczliwi mu kronikarze niedwuznacznie obarczają go winą za nagłe zgony obu młodszych braci, brakuje jednak na to przekonujących dowodów. Najstarszy z potomków Henryka II Pobożnego czuł się w każdym razie pokrzywdzony faktem, że w drugiej połowie XIII wieku w jego rękach pozostała najmniejsza i nie najbogatsza część dziedzictwa ojca. Po 1270 wysunął więc pretensje do 1/3 części spadku po Henryku III Białym. (Pozostałe 2/3 według tej rachuby przysługiwało ostatniemu bratu pozostałemu przy życiu Konradowi I i Henrykowi IV Probusowi). Henryk IV ufny w potęgę swojego opiekuna żądania te wszystkie odrzucił.

## Bezpośrednia przyczyna starcia
Zaangażowanie się Przemysła Ottokara II w politykę ogólnoniemiecką odwróciło nieco uwagę Przemyślidy od spraw polskich. Książę legnicki ten stan rzeczy spróbował wykorzystać. Dnia 18 lutego 1277 jak podają źródła śląskie (Kronika polska  i Kronika książąt polskich) na śpiącego we dworze w Jelczu Henryka Prawego napadli zbrojni księcia legnickiego i uwieźli go na południowy zachód, w góry Księstwa legnickiego, do twierdzy Castrum Valan nad Bobrem. Tam Henryka osadzono w wieży zamkowej, skąd potem przetranportowano go do zamku legnickiego. Źródła śląskie imiennie wskazują na osoby podejrzane o otrucie ojca i stryja księcia wrocławskiego (mieli to być m.in. Janusz z Michałowa kasztelan Niemczy, Jan Rzeżucha kasztelan Barda i niejaki Tomasz). Jednocześnie z porwaniem zbrojne poczty rycerstwa legnickiego wtargnęły w zachodnią połać księstwa wrocławskiego. Niepewność losów Probusa skłoniły również księcia kaliskiego Bolesława Pobożnego i margrabiów Brandenburgii do wysunięcia żądań terytorialnych wobec Wrocławia. Tragiczną sytuację próbował ratować Przemysł Ottokar II, który w  listach starał się łagodzić konflikty obietnicą sprawiedliwego arbitrażu. Dzięki temu na pomoc Henrykowi IV, zdecydowali się też przybyć książę poznański Przemysł II i książę Głogowa Henryk III. (Zobligowani byli oni ponadto układem sojuszniczym zawartym około 1273). Rogatka na wszelkie pokojowe próby rozwiązania konfliktu pozostał głuchy.

## Przebieg bitwy
Na czele naprędce zorganizowanych sprzymierzonych hufców rycerstwa poznańskiego, głogowskiego i wrocławskiego stanął młody książę wielkopolski Przemysł II. W wyprawie wziął też osobisty udział Henryk III Głogowczyk. Do spotkania z wojskami księcia legnickiego Rogatki i jego syna Henryka V Brzuchatego doszło 24 kwietnia 1277 pomiędzy wsiami Stolec a Zwróconą, koło Ząbkowic Śląskich. Bitwa miała dwie fazy. W pierwszej przewagę miała koalicja wielkopolsko-wrocławsko-głogowska i jak podają kroniki śląskie, Bolesław Rogatka obawiając się klęski zbiegł z pola bitwy. Nie załamał się jednak Henryk V, który przejął dowództwo nad siłami legnickimi i w drugiej fazie doprowadził z fatalnej wydawałoby się sytuacji do pełnego zwycięstwa. Przemysł II i Henryk III znaleźli się w niewoli (nie jest to informacja pewna, gdyż podał ją tylko Jan Długosz i jeśli nawet miało to miejsce to niezbyt długo, gdyż istnieją pewne informacje o pobycie Przemysła około 20 maja w Lubiniu). Nie wiadomo niestety, jaki był stosunek militarny obu stron i co zdecydowało o tak nagłym zwrocie w przebiegu bitwy. Jeśli jednak prawdziwe są słowa Jana Długosza: że zginęła w tej walce tak niezliczona liczba ludzi, że rycerze legniccy, chociaż zwycięscy, nie mogli szydzić ze zwyciężonych, bo krwawo zapłacili za zwycięstwo, to na pewno nie była to drobna potyczka.

## Skutki starcia
Niefortunna wyprawa Przemysła II i Henryka III Głogowczyka na Legnicę zakończyła się zupełnym fiaskiem. Bolesław II Rogatka triumfował, lecz jednocześnie zdawał sobie sprawę, że musi jak najszybciej dojść do porozumienia, gdyż stan wojny nie mógł trwać wiecznie. Za uwięzionymi stał w dalszym ciągu zaabsorbowany gdzie indziej, ale wciąż potężny Przemysł Ottokar II. Tym bardziej, że królowi czeskiemu zależało na unormowaniu sytuacji na Śląsku przed spodziewaną generalną rozprawą z Rudolfem z Habsburga. Tak więc Rogatka zdecydował się w końcu na ugodę w której w zamian za uwolnienie Henryka IV Probusa i wszystkich jeńców wziętych w bitwie pod Stolcem otrzymał 1/6 księstwa wrocławskiego ze Środą Śląską na czele. Do ostatecznej ugody doszło zapewne na zjeździe w Opawie przed 12 września (dokładna data nie jest znana) 1277, gdzie Przemyślida próbował zachęcić książąt polskich do wzięcia w wojnie z królem niemieckim Rudolfem. Bolesław II Rogatka nie nacieszył się długo nowym nabytkiem, gdyż zmarł już 26 grudnia 1278.